# Пясина
Пя̀сина е река в Азиатската част на Русия, Северен Сибир, Красноярски край, Таймирски (Долгано-Ненецки) автономен окръг, вливаща се в Пясинския залив на Карско море. Дължината ѝ е 818 km, която ѝ отрежда 64-то място по дължина сред реките на Русия.

## Историческа справка
- 1605 г. – първо зарегистрирано плаване на руския първопроходец Лука от устието на Об до устието на Пясина
- 1610 г. – вторично откриване устието на реката от Кондратий Курочкин
- 1740 г. – първо схематично картиране естуара на реката от топографа Дмитрий Стерлегов
- 1741 г. – първо грубо картиране и описание на цялото течение на Пясина от руския топограф Семьон Челюскин
- 1843 г. – подробно изследване на горното течение и горния басейн на реката от Александър Мидендорф
- 1921-22 г. – проследяване и първо точно картиране на цялото течение на Пясина от Николай Урванцев и Никифор Бегичев.

## Географска характеристика

### Извор, течение, устие
Река Пясина води началото си от североизточния ъгъл на голямото сибирско езеро Пясино, разположено в югозападната част на Северосибирската низина, 28 m н.в., в югозападната част на Таймирския (Долгано-Ненецки) автономен окръг, Красноярски край. След изтичането си от езерото Пясина тече на протежение от 510 km (до устието на река Терея) в североизточна посока. Първите 144 km (до устието на река Дудипта) тече в тясна долина, като прорязва поредица от ниски моренни валове, а след това навлиза в западната част на обширната Северосибирската низина. След устието на Терея завива на запад и запазва тази посока на протежение от 150 km, до устието на река Пура. В този участък Пясина тече в широка и плоска долина, с полегати склонове, като руслото ѝ изолбилства от меандри, а около устията на реките Янгода и Мокорито се раздела на ръкави. След устието на Пура, завива на север и чрез дълбока и тясна долина прорязва крайните западни части на планината Биранга. След излизането си от планината навлиза в приморската низина, където долината ѝ е съвсем слабо изразена. Влива се в Пясинския залив на Карско море като образува естуар с дължина 170 km, който е разделен на ръкави и пясъчни острови.

### Водосборен басейн
Водосборният басейн на Пясина има площ от 182 хил. km2 и обхваща западните части на Таймирския (Долгано-Ненецки) автономен окръг, Красноярски край. В басейна ѝ има над 60 хил. езера с обща площ от 10 450 km2.
Границите на водосборния басейн на реката са следните:
- на север и североизток – водосборните басейни на реките Хутадабига, Ленивая и Таймира, вливащи се в Карско море;
- на изток – водосборния басейн на река Хатанга, вливаща се в море Лаптеви;
- на юг и запад – водосборния басейн на река Енисей;
- на северозапад – водосборните басейни на малки и къси реки, вливащи се в Карско море.

### Притоци
Река Пясина получава над 100 притока с дължина над 15 km, като 12 от тях са дължина над 100 km. По-долу са изброени всичките тези 20 реки, за които е показано на кой километър по течението на реката се вливат, дали са леви (→) или (←), тяхната дължина, площта на водосборния им басейн (в km2) и мястото където се вливат.
- 759 → Половинка 105 / 1650
- 674 ← Дудипта 687 / 33100, при село Крести
- 599 → Агапа 396 / 26000
- 530 → Яким 171 / 1280
- 528 ← Шайтан 109 / 1660
- 364 ← Янгода 288 / 10100
- 309 ← Тарея 309 / 9400, при село Уст Тарея
- 277 → Голяма Люнгфада 124 / 1800
- 264 ← Бинюда (Бар671
- 217 → Мокорито 310 / 4500
- 157 → Пура 348 / 28300

### Хидроложки показатели
Подхранването на реката е смесено, като преобладава снежното (60%). Пълноводието на Пясина продължава от юни до октомври. Среден годишен отток при изтичането си от езерото Пясино 560 m3/s, в устието 2550 m3/s, което съответства на 116 km3 годишно. При маловодие покачването на речното в резултата от морските приливи се разпространява на 309 km нагоре по течението ѝ, до устието на река Тарея. Пясина замръзва в края на септември или началото на октомври, а се размразява през юни.

## Селища и стопанско значение
Реката протича през почти безлюдни райони и по нейното течение има само дде постоянни населени места: селата Крести (в устието на река Дудипта) и Уст Тарея.
Пясина е плавателна на 674 km от устието си, до село Крести, а за по-малки речни съдове по цялото си протежение, до езерото Пясино. Навигацията по реката е възможна от средата на август до края на септември. Поради безлюдните райони, през които тече реката и липсата на промишлени предприятия водата в Пясина е изключително чиста и в нея обитават множество видови риби, обект на промишлен риболов, а през лятото по бреговете ѝ гнездят стотици хиляди прелетни птици.